# Gruppo Molteni
Il Gruppo Molteni è una società italiana che opera nel settore dell'arredamento. 
La sua storia inizia nel 1934 a Giussano (oggi in provincia di Monza e Brianza), in quello che già allora era definito "Distretto del mobile", con la fondazione della bottega artigianale di Angelo Molteni (nato nel 1912), che diventa, in poco tempo, sinonimo di prodotto di alta qualità.

## Storia
Nel 1969 vi fu la conversione completa ai mobili di design, cui seguì l'acquisto, da parte di Molteni&C, delle aziende Unifor e Citterio e, nel 1979, di Dada. Il Gruppo Molteni è oggi costituito da quattro aziende italiane operanti nel settore arredamento: Molteni&C, mobili per la casa e grandi realizzazioni, Dada, cucine d'alta gamma, Unifor e Citterio, mobili per ufficio e forniture contract per gli ambienti di lavoro.
Nel 1994, Molteni riceve il Premio Compasso d’Oro alla carriera. “Tra i protagonisti della cultura italiana dell'arredamento”, recita la menzione della giuria, “ha saputo presentare un'offerta di prodotti disegnati con costante dignità, sicura qualità e ampia visione del contesto culturale”.
Dopo la realizzazione del nuovo quartier generale IBM a Mount Pleasant, Molteni avvia la Divisione Contract, che dagli anni settanta realizza progetti internazionali: alberghi e ambasciate in Medio Oriente, navi da crociera, i negozi e la Fondation Cartier, il Musée du quai Branly a Parigi, progettato da Jean Nouvel, la ricostruzione del Teatro La Fenice a Venezia, il quartier generale della Condé Nast a New York, gli uffici e gli studi tv di Bloomberg, su progetto dell'architetto César Pelli, e la nuova sede del New York Times, il New York Times Building, il cui progetto era affidato a Renzo Piano.
L'attività delle aziende del Gruppo Molteni si fonda sulla collaborazione con designer e architetti quali: Aldo Rossi, Luca Meda, Afra e Tobia Scarpa, Michele De Lucchi, Jean Nouvel, Norman Foster, Álvaro Siza, Hannes Wettstein, Patricia Urquiola, tra gli altri.

## Museo
Nel 2015 il gruppo festeggia 80 anni di attività con una mostra alla Villa Reale di Milano, intitolata "80!Molteni", allestita da Jasper Morrison. La mostra diventa il nucleo del Molteni Museum, situato nella sede principale di Giussano. Il museo ospita una collezione permanente di 48 prodotti-icona e prototipi originali delle aziende del Gruppo: Molteni&C, Dada, Unifor e Citterio, con un allestimento multimediale sempre aggiornato, e fa parte del Circuito Lombardo dei Musei del Design.
Nel 2021 viene inaugurata la "Glass Cube", la nuova sede all'interno del parco del Compound di Giussano.